# Leutschach an der Weinstraße
Leutschach an der Weinstraße est depuis janvier 2015 une commune située dans le district de Leibnitz en Styrie, en Autriche.
La municipalité a été fondée dans le cadre de la réforme structurelle municipale Styrie, le 31 décembre 2014. Elle est issue de la fusion des municipalités indépendantes de Leutschach, Schloßberg, Eichberg-Trautenburg et Glanz an der Weinstraße.